# طفل الروضة
طفل الروضة:
هو الطفـل فـي المرحلـة العمريـة الممتدة من نهاية العام الثالث حتى نهايـة العـام الخـامس أو بدايـة العـام السـادس، وقـد أطلق البعض على هذه المرحلة مسمى الطفولة المبكرة (بهادر، 1996م).

## خصائص نمو طفل الروضة
أن طفـل مرحلـة الروضـة هـو الطفـل فـي المرحلـة العمرية الممتدة من نهايـة عامـه الثـاني وحتـى نهايـة عامـه الخـامس أو بدايـة عامـه السادس، وتعرف هذه المرحلة بـ «مرحلة الطفولة المبكرة»  وتؤكد (الخوالدة، 2003م) على أن شخصية الطفل تبـدأ فـي التشـكل فـي هـذه المرحلة حيث 50% من قدراته اللغوية والذهنيـة يكـون قـد اكتمـل فـي هـذه المرحلـة، وتبدأ لديه مرحلة تكون المفـاهيم المعرفيـة، الاجتماعيـة، والأخلاقيـة، كمـا تبـدأ سـماته الشخصية في الظهور. طفل الروضة يلتحق بها ما بـين عمـر 4 – 6 سـنوات، حيـث يـتم خلالهـا تنميـة المفاهيم والمهارات المختلفة لديه لتحقيق التنمية الشـاملة والمتكاملـة لـه بمـا يتماشـى مـع خصائص نموه في تلك المرحلة.
1. النمو الجسمي: يسير النمو الجسمي في هذه المرحلـة بمعـدل أبطئ مقارنـة بمعـدل النمو في مرحلة سني المهد، فيبطئ النمو في الأجزاء العليـا مـن البـدن حيـث تبـدأ في الوصول إلى حجمها عند الرشد في حين تستمر الساقان فـي النمـو السـريع، إمـا نمو الجذع فيكون بدرجة متوسطة، وبهـذه التغيـرات النهائيـة يتحـول شـكل البـدن خلال هذه الفترة نحو ازدياد النضج. (مجيد، 2009م).[3] وبناء على ما سبق فان الطفل يستطيع في هذه المرحلة الـتحكم والسـيطرة علـى قدراته الحركية والقيام بالأنشطة المختلفة مثل الجري والوثب أو لضم الخرز.
2. النمو الحركي: «هو عبارة عن تعلم المهـارات الحركيـة والمهـارات الآليـة المختلفة والتوافق الجسماني العـام وتعتبـر الطفولـة المبكـرة فتـرة نشـاط حركـي مسـتمر» (الدندراوي، 2010م).[4] ويمكن الاستفادة من هذا النشاط الذي يتميز به أطفال هـذه المرحلـة في اكتسـاب المهارات الحركية اللازمة لنمو العضلات الصغيرة من خلال الكتابة أو الرسم.
3. النمو المعرفي: يقصد بـالنمو المعرفـي «بأنهـا العمليـات العقليـة المميـزة لمراحـل النمو المختلفة، ويتسم أطفال هذا السن بالفضـول والحاجـة إلـى البحـث والاكتشـاف ويستمتع أطفال هذا السن بالتحدث عن اهتماماتهم» (ملحم، 2004م).[5] لذلك يجب أن تتوفر فـي ريـاض الأطفـال البيئـة المسـاعدة علـى إشـبا ع رغبات الأطفال في التعلم والبحث وفتح أفاق جديدة لهم وتوسيع مداركهم.
4. النمو اللغوي: ذكرت (خليفة، 2005م) [6] «أن النمـو اللغـوي يمثـل جـزءاً هامـاً مـن النمو العقلي ويعمل على تنميتـه، فاللغـة وثيقـة الصـلة بـالفكر، ومعظـم الأطفـال يأتون للروضة وقاموسهم اللغوي محدود وقدرتهم علـى التعبيـر قاصـرة والتراكيـب اللغوية التي يستخدمونها بسـيطة، ويتجلـى ا لنمـو اللغـوي لـدى الأطفـال بـالنطق والإنشاد، ويتأثر النمو اللغوي لدى أطفال هـذه المرحلـة بعـدة عوامـل مثـل مقـدار الذكاء ومدى سلامة الحواس وكذلك نوع الجنس». يمثل النمو اللغوي في هذه المرحلة أسرع حـالا ت النمـو المختلفـة لـذلك علـى معلمة رياض الأطفال التركيز على التواصل مـع الطفـل وان تكـون أكثـر حرصـاً في نطق الكلمات لدى الأطفال لأنهم سريعي التأثر.
5. النمو الاجتماعي: «يتأثر النمو الاجتماعي فـي هـذه ا لفتـرة بمـا لـدى الطفـل مـن صفات وإمكانات في جوانب نموه المختلفة، وتشهد هـذه الفتـرة تحـولاً تـدريجيا فـي سلوك الطفل يتخلـى عـن النزعـة الاعتماديـة إلـى النزعـة الاسـتقلالية» (سليمان، 2006م).[7] وتعتبر مرحلة ما قبل المدرسـة مرحلـة تنشـئة اجتماعيـة فمـن خـلال هـذه المرحلة يتعلم الأطفـال الآداب الاجتماعيـة وكيفيـة التعامـل مـع الآخـرين ويكـون الأبوان هم القدوة للأطفال في هذا السن وأيضا المعلمة في الروضة.
6. النمو الانفعالي: أورد (غانم وقيلـوبي، 2011م) [8] بأنـه «تتميـز انفعـالات الطفـل في هذه المرحلة بالحدة والعنف وأيضـاً بالتقلـب والفجائيـة، ويسـتخدم الألفـاظ فـي التعبير عن انفعالاته، ومن أهم الانفعالات التي تظهر لدى الطفـل فـي هـذه المرحلـة الخوف، الغضب، الغيرة». ويجب على معلمة ريـاض الأطفـال التنبـه للفـروق الفرديـة بـين الجنسـين فالإناث أكثر خوفاً، والذكور أعنف في استجاباتهم.
7. النمو الخلقي: يرتبط بما يحققه الطفل من نضـج اجتمـاعي ونمـو عقلـي وانفعـالي، ومع أن الطفل يحتاج إلى الكثير من الوقت حتى يكون لـه سـلماً أخلاقيـاً فـإن بدايـة الضمير الخلقي تكون في الطفولة المبكـرة، وتعتبـر القصـة هـي الوسـيلة المحببـة لأطفال هذه المرحلة لأنهـم يعيشـون أحـداثها ويستخلصـون منهـا العبـر والمفهـوم والسلوك المرغوب فيه اجتماعياً (الناشف، 1995م) [9] لذلك من الضروري التركيز على الجانب الخلقي لدى الأطفال ومحاولـة إكسـابهم القيم الدينية المعتدلة والصحيحة لأنها ستكون الأساس لذي ينشئ علية الطفل.

## متطلبات نمو طفل الروضة
1. السيطرة على الذات (النفس): بنهايـة هـذه المرحلـة يـتمكن الطفـل مـن السـيطرة التامة على عمليتي الإخـراج، والصـبر فـي تأجيـل إشـباع بعـض الرغبـات دون صراع أو توتر كالجوع والعطش.
2. السيطرة على المهارات الحركية الإرادية: يـتمكن الطفـل بنهايـ ة هـذه المرحلـة مـن التوافق العصبي العضلي مما يسـاعد علـى اكتسـاب المهـارات الحركيـة الخاصـة بالعضلات الكبيرة والعضلات الصغيرة.
3. السيطرة الكاملة على المهارة اللغوية: إن الحصـيلة اللغويـة لـدى الطفـل فـي هـذه المرحلة جيدة مما يمكنه من وضع عدة كلمات فـي جملـةً مفيـدة، وفهـم مـا يقولـه الآخرون.
4. تكوين الضمير والتمكن من التفرقـة بـين الصـواب والخطـأ: يتكـون بنهايـة هـذه المرحلة الضمير لدى الطفل، وتعتبر فرصـة مناسـبة لغـرس الاتجاهـات الصـحيحة لدى الطفل، ووضع أسس لضمير يوجه سلوك الطفل للصواب والخطأ.
5. التوحد مع الدور الجنسي الخاص بالطفل: بنهاية هذه المرحلـة يتعـرف الطفـل علـى هويته الجنسية أي أنه ذكر أم أنثى، وما يترتب على ذلك من أدوار مناسبة له.
6. الارتباط بالآخرين وجدانياً: يصل الطفـل بنهايـة هـذه المرحلـة إلـى تكـوين هـذا الاتجاه وذلك من خلال ربـط الطفـل بالوالـدين والأشـقاء فيـتعلم أن يعطـي الحـب ويأخذه.
7. اكتساب الطفل لبعض الاتجاهات الدينية المناسـبة: وذلـك مـن خـلال حفـظ الطفـل لبعض الآيات القرآنية القصيرة، وبعض الأحاديث النبوية الشريفة.
8. اكتساب الطفل لمفهوم ذاتي إيجابي سوي: حيث يتقبل الطفـل لذاتـه كمـا هـي، وبمـا عليه من مظهر وجوهر ونواقص ومزايا مما يجعلـه يرضـى باسـمه وشـكله العـا م.[10]

## حاجات نمو طفل الروضة
حاجات عضوية (فسيولوجية): وهي تلك الاحتياجـات التـي يـؤدي الحرمـان منهـا إلى شعور الفرد بالتوتر، وفقدان ال قدرة على الاتزان، أو المرض ومنها: 
- الحاجة إلى الغذاء
- الحاجة إلى الإخراج
- الحاجة إلى الراحة والنوم
- الحاجة إلى الملبس والمسكن المناسبين
- الحاجة إلى الوقاية والعلاج من الأمراض

```
حاجات نفسية اجتماعية:
 وهي تلك الاحتياجات التـي يـؤدي الحرمـان منهـا إلـى قلق الطفل وعدم تمكنه من التكيف مع نفسـه والآخـرين، وعزلتـه وسـوء حالتـه النفسـية وأهم تلك الاحتياجات هي:
```

- الحاجة إلى الحب.
- الحاجة إلى الأمن والطمأنينة.
- الحاجة إلى الاستقلال والاعتماد على النفس.
- الحاجة إلى الانضباط والتحكم السلوكي.
- الحاجة إلى التقدير والاحترام.
- الحاجة لتقبل الذات وتقبل الآخرين.
- الحاجة إلى الشعور بالنجاح.
- الحاجة إلى الاستمتاع بأوقات الفراغ والاسترخاء والراحة.
- الحاجة إلى تقدير الفن والجمال وتذوقه.[11]